# Александр Бродовський (1794-1865)
Александр Бродовський (пол. Aleksander Brodowski; 13 лютого 1794, Варшава — 29 жовтня 1865) — польський економічний і політичний діяч, поміщик, офіцер.
Був денщиком генерала Юзефа Зайончека. 1812 року брав участь в експедиції до Москви. Також брав участь у битві під Лейпцигом, де потрапив до полону. Пізніше він оселився на своєму маєтку біля Всхови. 1851 року він став почесним громадянином цього міста.
1822 року був залучений до кредитної компанії. Був 18 років генеральним директором. Був депутатом починаючи зі Всховського повіту й завершуючи сеймом Великого князівства Познаньського в 1827, в 1830, в 1837, в 1841 і в 1843 році. Він був членом сейму, що пов'язаний із прусською монархією. Депутат Прусської установчої асамблеї 1848 року і Прусської національної асамблеї. 1850 року звільнився з депутатського мандату.
Входив до складу депутації, направленої до Берліна з метою отримання повної незалежності герцогства (1848). З приводу цього заходу розмовляв із королем Фрідріхом-Вільгельмом IV.
Був діячем Національного комітету в Познані. Від імені цієї установи він увійшов до комісії, яка мала підготувати національну реорганізацію Великого герцогства Познанського.
Був відомий слабкістю до угорського вина.